# Sånggrönbulbyl
Sånggrönbulbyl (Chlorocichla laetissima) är en fågel i familjen bulbyler inom ordningen tättingar.

## Utseende och läte
Sånggrönbulbylen är en stor och bjärt färgad grönbulbul, med olivgul rygg, gul undersida och rött öga. Den liknar lendugrönbulbylen, men särskiljs genom avsaknad av grått i ansiktet och vitt på hakan. Sången är sprudlande med ett antal tjattrande ljud som accelererar till en bubblande och explosiv sekvens, ofta från flera fåglar samtidigt. 

## Utbredning och systematik
Sånggrönbulbyl förekommer i bergsskogar och delas in i två underarter med följande utbredning:
- C. l. laetissima – östra Demokratiska republiken Kongo, sydligaste Sydsudan, västra Uganda och sydvästra Kenya
- C. l. schoutedeni – sydöstra Demokratiska republiken Kongo till sydvästra Tanzania och nordöstra Zambia

## Levnadssätt
Sånggrönbulbylen hittas i fuktiga skogar på medelhög höjd. Där ses den vanligen i grupper i skogens mellersta skikt.

## Status och hot
Arten har ett stort utbredningsområde, men tros minska i antal, dock inte tillräckligt kraftigt för att den ska betraktas som hotad. Internationella naturvårdsunionen IUCN listar arten som livskraftig (LC).